# U-59 (1939)
| U-59                       | U-59                                               | U-59                                               |
| -------------------------- | -------------------------------------------------- | -------------------------------------------------- |
|                            |                                                    |                                                    |
|                            |                                                    |                                                    |
|                            |                                                    |                                                    |
| Під прапором               | Третій рейх                                        | Третій рейх                                        |
| Порт приписки              | Гельголанд, Кіль, Вільгельмсгафен, Лор'ян, Берген  | Гельголанд, Кіль, Вільгельмсгафен, Лор'ян, Берген  |
| Спуск на воду              | 12 жовтня 1938                                     | 12 жовтня 1938                                     |
| Виведений зі складу флоту  | 3 травня 1945                                      | 3 травня 1945                                      |
| Сучасний статус            | затоплений                                         | затоплений                                         |
| Проєкт                     |                                                    |                                                    |
| Тип ПЧ                     | Малий ДПЧ                                          | Малий ДПЧ                                          |
| Основні характеристики     |                                                    |                                                    |
| Швидкість (надводна)       | 12 вузлів                                          | 12 вузлів                                          |
| Швидкість (підводна)       | 7 вузлів                                           | 7 вузлів                                           |
| Гранична глибина занурення | 150 м                                              | 150 м                                              |
| Екіпаж                     | 25 осіб                                            | 25 осіб                                            |
| Розміри                    |                                                    |                                                    |
| Довжина найбільша (по КВЛ) | 43,9 м                                             | 43,9 м                                             |
| Ширина корпусу найб.       | 4,08 м                                             | 4,08 м                                             |
| Висота                     | 8,4 м                                              | 8,4 м                                              |
| Середня осадка (по КВЛ)    | 3,82 м                                             | 3,82 м                                             |
| Водотоннажність надводна   | 291 т                                              | 291 т                                              |
| Озброєння                  |                                                    |                                                    |
| Артилерія                  | 1 × 2 cm/65 C/30 (1000 снарядів)                   | 1 × 2 cm/65 C/30 (1000 снарядів)                   |
| Торпедно- мінне озброєння  | 3 TA 5 торпед або 18 мін (за іншими даними ТМА 12) | 3 TA 5 торпед або 18 мін (за іншими даними ТМА 12) |

U-59 — малий німецький підводний човен типу II-C для прибережних вод, часів Другої світової війни. Заводський номер 257.
Введений в стрій 4 березня 1939 року, приписаний до 5-ї флотилії. З 1 січня 1940 входив у 1-шу флотилію, з 1 січня 1941 року входив у 22-гу флотилію, з 1 липня 1944 входив у 19-ту флотилію. Здійснив 13 бойових походів, потопив 17 суден (34 130 брт), 2 допоміжних судна (864 брт) і пошкодив 2 судна (12 952 брт). 3 травня 1945 затоплений екіпажем в порту міста Кіль.

## Командири
- Капітан-лейтенант Гаральд Юрст (4 березня 1939 — 17 липня 1940)
- Капітан-лейтенант Йоахім Мац (18 липня — 10 листопада 1940)
- Капітан-лейтенант барон Зігфрід фон Форстнер (11 листопада 1940 — 16 квітня 1941)
- Оберлейтенант-цур-зее Гюнтер Гречель (17 квітня — грудень 1941)
- Лейтенант-цур-зее Гюнтер Позер (грудень 1941 — 15 липня 1942)
- Оберлейтенант-цур-зее Карл-Гайнц Заммлер (16 липня 1942 — 10 червня 1943)
- Оберлейтенант-цур-зее Ганс-Юрген Шлей (11 червня 1943 — 30 червня 1944)
- Лейтенант-цур-зее Герберт Вальтер (липень 1944 — квітень 1945)

## Затоплені судна
| Ім'я                      | Тип                   | Належність      | Дата           | Тоннаж (БРТ) | Вантаж                        | Статус              | Місце                                                       |
| St. Nidan                 | траулер               | Велика Британія | 28 жовтня 1939 | 565          | риба                          | затоплений          | 59°50′ пн. ш. 4°20′ зх. д. / 59.833° пн. ш. 4.333° зх. д.   |
| Lynx II                   | траулер               | Велика Британія | 28 жовтня 1939 | 250          |                               | затоплений          | 59°50′ пн. ш. 4°20′ зх. д. / 59.833° пн. ш. 4.333° зх. д.   |
| HMS Northern Rover (4.58) | протичовновий траулер | Велика Британія | 30 жовтня 1939 | 655          |                               | затоплений          | 59°57′ пн. ш. 4°24′ зх. д. / 59.950° пн. ш. 4.400° зх. д.   |
| HMS Washington            | мінний траулер        | Велика Британія | 6 грудня 1939  | 209          |                               | підірвався на міні  | 52°05′ пн. ш. 1°41′ сх. д. / 52.083° пн. ш. 1.683° сх. д.   |
| Marwick Head              | вантажне судно        | Велика Британія | 12 грудня 1939 | 496          | вугілля                       | підірвалося на міні | 52°05′ пн. ш. 1°41′ сх. д. / 52.083° пн. ш. 1.683° сх. д.   |
| Lister                    | вантажне судно        | Швеція          | 16 грудня 1939 | 1 366        | ліс                           | затоплено           | 55°13′ пн. ш. 1°33′ сх. д. / 55.217° пн. ш. 1.550° сх. д.   |
| Glitrefjell               | вантажне судно        | Норвегія        | 16 грудня 1939 | 1 568        | в баласті                     | затоплено           | 56°14′ пн. ш. 1°04′ сх. д. / 56.233° пн. ш. 1.067° сх. д.   |
| Bogø                      | вантажне судно        | Данія           | 17 грудня 1939 | 1 214        | в баласті                     | затоплено           | 56°12′ пн. ш. 0°17′ зх. д. / 56.200° пн. ш. 0.283° зх. д.   |
| Jaegersborg               | вантажне судно        | Данія           | 16 грудня 1939 | 1 245        | продукти харчування           | затоплено           | 56°12′ пн. ш. 0°17′ зх. д. / 56.200° пн. ш. 0.283° зх. д.   |
| Quiberon                  | вантажне судно        | Франція         | 19 січня 1940  | 1 296        |                               | затоплено           | 52°24′ пн. ш. 2°02′ сх. д. / 52.400° пн. ш. 2.033° сх. д.   |
| Ellen M.                  | торговий катер        | Велика Британія | 1 лютого 1940  | 498          | вугілля                       | затоплений          | 52°33′ пн. ш. 2°15′ сх. д. / 52.550° пн. ш. 2.250° сх. д.   |
| Creofield                 | танкер                | Велика Британія | 2 лютого 1940  | 838          | креозот                       | затоплений          | 52°33′ пн. ш. 2°25′ сх. д. / 52.550° пн. ш. 2.417° сх. д.   |
| Portelet                  | вантажне судно        | Велика Британія | 2 лютого 1940  | 1 064        | в баласті                     | затоплено           | 52°40′ пн. ш. 2°13′ сх. д. / 52.667° пн. ш. 2.217° сх. д.   |
| Navarra                   | вантажне судно        | Норвегія        | 6 квітня 1940  | 2 118        | 3 000 тон вугілля             | затоплено           | 59°00′ пн. ш. 4°00′ зх. д. / 59.000° пн. ш. 4.000° зх. д.   |
| Sigyn                     | вантажне судно        | Швеція          | 1 серпня 1940  | 1 981        | 765 сажнів гірничих стійок    | затоплено           | 56°10′ пн. ш. 9°25′ зх. д. / 56.167° пн. ш. 9.417° зх. д.   |
| Betty                     | вантажне судно        | Велика Британія | 14 серпня 1940 | 2 339        | 2 726 тон рису                | затоплено           | 55°52′ пн. ш. 8°14′ зх. д. / 55.867° пн. ш. 8.233° зх. д.   |
| San Gabriel               | вантажне судно        | Греція          | 30 серпня 1940 | 4 943        | в баласті                     | знищено             | 56°04′ пн. ш. 9°54′ зх. д. / 56.067° пн. ш. 9.900° зх. д.   |
| Anadara                   | танкер                | Велика Британія | 30 серпня 1940 | 8 009        | в баласті                     | пошкоджений         | 56°15′ пн. ш. 9°10′ зх. д. / 56.250° пн. ш. 9.167° зх. д.   |
| Bibury                    | вантажне судно        | Велика Британія | 31 серпня 1940 | 4 616        | 7 465 тон вугілля             | затоплений          | 55°20′ пн. ш. 10°33′ зх. д. / 55.333° пн. ш. 10.550° зх. д. |
| Touraine                  | вантажне судно        | Норвегія        | 7 жовтня 1940  | 5 811        | в баласті                     | затоплено           | 55°14′ пн. ш. 10°34′ зх. д. / 55.233° пн. ш. 10.567° зх. д. |
| Pacific Ranger            | вантажне судно        | Велика Британія | 12 жовтня 1940 | 6 865        | 8235 тон генерального вантажу | затоплено           | 56°20′ пн. ш. 11°43′ зх. д. / 56.333° пн. ш. 11.717° зх. д. |